# Camlachie

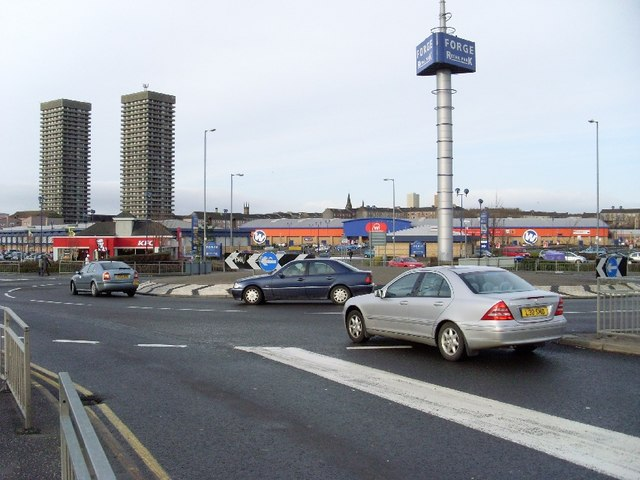
O Forge Retail Park agora ocupa grande parte da histórica Camlachie

Camlachie (gaélico escocês: Camadh Làthaich) é uma área da cidade de Glasgow, na Escócia, localizada no extremo leste da cidade, entre Dennistoun ao norte e Bridgeton ao sul. Anteriormente uma vila de tecelagem em Camlachie Burn, tornou-se um importante subúrbio industrial do final do século XIX, apenas para desaparecer quase totalmente da paisagem quando essas indústrias declinaram um século depois.